# 740
Denna artikel handlar om året 740. För Volvos bilmodell med samma namn, se Volvo 740.
740 (DCCXL) var ett skottår som började en fredag i den julianska kalendern.

## Händelser

### Oktober
- 26 oktober – En jordbävning skakar Konstantinopel och den närliggande landsbygden, och skadar flera byggnader medan många människor dödas.

## Födda
- Gao Ying, kinesisk kansler.
- Qi Kang, kinesisk kansler.
- Theoctista, politiskt inflytelserik bysantinsk nunna.

## Avlidna
- Zayd, shiaimam.